# Sandgerði
Sandgerði är en ort i republiken Island.   Den ligger i regionen Suðurnes, i den västra delen av landet, 40 km väster om huvudstaden Reykjavík. Sandgerði ligger 12 meter över havet och antalet invånare är 1 803.
Runt Sandgerði är det ganska tätbefolkat, med 65 invånare per kvadratkilometer. Närmaste större samhälle är Keflavik, 8,0 km sydost om Sandgerði. Trakten runt Sandgerði består i huvudsak av gräsmarker.
Inlandsklimat råder i trakten. Årsmedeltemperaturen i trakten är 2 °C. Den varmaste månaden är juni, då medeltemperaturen är 12 °C, och den kallaste är december, med −4 °C.